# Mario Garcés Sanagustín
Mario Garcés Sanagustín (Jaca, 29 de abril de 1967) es un político español del Partido Popular, además de jurista y escritor. Ha ocupado diferentes puestos de responsabilidad política, entre los que destacan el de Consejero de Hacienda y de Administración Pública del Gobierno de Aragón (2011-2015), Subsecretario del Ministerio de Fomento (2012-2016) y Secretario de Estado de Servicios Sociales e Igualdad (2016-2018). Ha sido diputado nacional por Huesca en la XIII y en la XIV Legislatura.

## Actividad política
Licenciado en Derecho es funcionario del Cuerpo Superior de Interventores y Auditores del Estado. En 2000, comenzó su carrera política como vocal asesor del Gabinete del Presidente del Gobierno José María Aznar, a las órdenes directas del Director del Departamento de Economía Román Escolano, participando de forma directa en la redacción de los anteproyectos de las primeras Leyes de Estabilidad Presupuestaria en España. También participó directamente en la redacción de la primera Ley de Subvenciones en España y en sus posteriores desarrollos reglamentarios. Corresponde a este período su paso como profesor de Derecho Administrativo en la Universidad Carlos III de Madrid.
En 2004, tras la pérdida de las elecciones por el Partido Popular, reingresa nuevamente en el Ministerio de Hacienda. En el transcurso de los ocho años siguientes, colabora en varios estudios, publicaciones y seminarios con diferentes instituciones públicas y privadas. Entre otros destaca el libro coordinado por Luis de Guindos, España, claves de prosperidad: ocho años de estabilidad y crecimiento. En 2010, escribe junto a Gabriel Elorriaga Pisarik y Julio Gómez-Pomar el libro Por un Estado autonómico racional y viable, un informe que puso las bases de la reforma del modelo de organización administrativa y financiera de las comunidades autónomas. 
En 2009, es nombrado Presidente de la Asociación de Interventores y Auditores del Estado de España (hasta 2011) y en ese mismo período es designado para ocupar una de las Vicepresidencias de la Federación de Asociaciones de Cuerpos Superiores de la Administración del Estado, junto a Edmundo Bal.
En 2011 es nombrado Consejero de Hacienda y de Administración Pública del Gobierno de Aragón en la presidencia de Luisa Fernanda Rudi y Presidente de la Corporación Empresarial de Aragón, puestos que ocupó hasta final de ese mismo año.
A principios de 2012 pasa a ocupar el puesto de Subsecretario del Ministerio de Fomento, bajo la dirección de la ministra Ana Pastor Julián. En esa misma fecha es nombrado Comisionado del Gobierno para las actuaciones derivadas del terremoto de Lorca.
Hasta noviembre de 2016, ocupó también los puestos de Consejero de RENFE y de la Sociedad Estatal de Participaciones Industriales (SEPI), entre otros.
A finales de marzo de 2015 se hace cargo, a instancia del Gobierno, de la coordinación del dispositivo de asistencia de emergencia de la catástrofe del avión de Germanwings, en la ciudad barcelonesa de Castelldefels.
Durante este periodo profesional, fue nombrado Académico correspondiente de la Real Academia Española de Legislación y Jurisprudencia.
En noviembre de 2016 es nombrado Secretario de Estado de Servicios Sociales e Igualdad, bajo la dirección de la ministra Dolors Montserrat. A lo largo de esta etapa, y en su condición de titular de la Secretaría de Estado de Servicios Sociales e Igualdad, ocupa diferentes Presidencias tales como de la Comisión para el Diálogo Civil con la Plataforma del Tercer Sector, la del Consejo Español de Drogodependencias y otras adicciones, la del Comité Consultivo del Sistema para la Autonomía y Atención a la Dependencia, Presidente del Observatorio de la Infancia, la del Consejo Consultivo de Adopción Internacional, la del Consejo Estatal del Pueblo Gitano (promoviendo el reconocimiento oficial en España de su bandera y de su himno), la del Foro Social contra la Trata con fines de explotación sexual, la del Observatorio de la Igualdad de Oportunidades entre Mujeres y Hombres o la del Patronato de la Fundación CENTAC.
Ha sido diputado nacional del PP por Huesca en la XIII y XIV Legislaturas. , donde fue nombrado durante ese periodo Portavoz Adjunto del Grupo Parlamentario Popular en el Congreso de los Diputados, con Cayetana Álvarez de Toledo y Cuca Gamarra como Portavoces. En su área, se ocupaba de la coordinación de los asuntos económicos del Grupo Parlamentario. Además, fue nombrado Vicepresidente de la Comisión de Transportes, Movilidad y Agenda Urbana en el Congreso de los Diputados.